# Jolene
"Jolene" é uma canção escrita e gravada pela artista country americana Dolly Parton . Foi produzido por Bob Ferguson e gravado no RCA Studio B em Nashville, Tennessee, em 22 de maio de 1973. Foi lançada em 15 de outubro de 1973, pela RCA Victor, como primeiro single e faixa-título de seu álbum de mesmo nome .
A canção foi classificada em 217º lugar na lista das " 500 melhores canções de todos os tempos " da revista Rolling Stone em 2004 e em 63º lugar em sua lista revisada em 2021 De acordo com Parton, é sua música mais regravada.